# Sixten Sparre
Sixten Sparre est un comte, militaire et poète suédois, né le 27 septembre 1854 à Malmö et mort par suicide le 19 juillet 1889 à Nørreskov, sur l'île danoise de Tåsinge. Lieutenant d'un régiment suédois de dragons, il est connu essentiellement pour la liaison secrète qu'il a entretenu avec la funambule danoise Elvira Madigan et pour l'issue fatale de leur relation.

## Biographie
Bengt Edvard Sixten Sparre naît le 27 septembre 1854 à Malmö.
Issu d'une vieille lignée aristocratique, Sixten Sparre était le fils aîné du chambellan Sigge Sparre et de son épouse Adélaïde. En 1873, il s'enrôla dans le régiment de dragons de Scanie, caserné à Kristianstad. Il passa son examen de maturité en 1875, intégra le corps des officiers en 1876 et fut promu au grade de lieutenant de seconde classe en 1887.
Le 29 septembre 1880, il épousa Luitgard Engel Agda Dorotea Adlercreutz, originaire de Vetlanda. Ils eurent deux enfants, une fille et un garçon, mais formèrent un couple sans affection.
Assistant en 1888 à une représentation de cirque à Kristianstad, il s'éprit de la belle-fille du directeur, la danseuse funambule Elvira Madigan. Ils nouèrent une liaison romantique, qui se poursuivit par des échanges de lettres lorsque le cirque quitta la ville. En juin 1889, Sixten Sparre ayant retrouvé Elivra Madigan, qui avait fui sa famille, il gagna Stockholm, puis, via Copenhague, la ville danoise de Svendborg, où ils séjournèrent à l'hôtel en se faisant passer pour un couple en lune de miel. Bientôt, cependant, ils se trouvèrent à bout de ressources. Sans argent ni espoir, ils décidèrent d'en finir. Le 20 juillet 1889, ils partirent pour une promenade dans les bois de l'île de Tåsinge. Sixten avait emmené avec lui son revolver de service, avec lequel peut-être il abattit Elvira Madigan puis se suicida.
Sixten Sparre est enterré avec Elvira Madigan dans le cimetière de l'église Saint-Georges de Landet. Une pierre de granit commémorative a également été installée sur les lieux où leurs corps ont été découverts, dans le bois de Nørreskov.
À la date du 11 juillet 1889, Sixten avait noté dans son journal : « À mon ami John Rothstein, de la part de Sixten, qui est parti le premier : il n'y a personne pour te faire du bien sans contrepartie. On ne rencontre que des usuriers de la pire espèce. Ainsi va la vie, de a à z. Quand l'homme naît, on se réjouit ; quand il meurt, on pleure. Ce devrait être l'inverse. »

## Sixten Sparre dans l'art et la littérature
Sa relation avec Elvira Madigan a inspiré plusieurs artistes.
Le cinéaste suédois Bo Widerberg a réalisé un film sur eux, Elvira Madigan, sorti en 1967, avec Thommy Berggren dans le rôle de Sixten Sparre.